# Abborrtjärnen (Piteå socken, Norrbotten, 724911-174770)
Abborrtjärnen är en sjö i Piteå kommun i Norrbotten och ingår i Rokån-Jävreåns kustområde.